# イギリスにおける大麻の分類

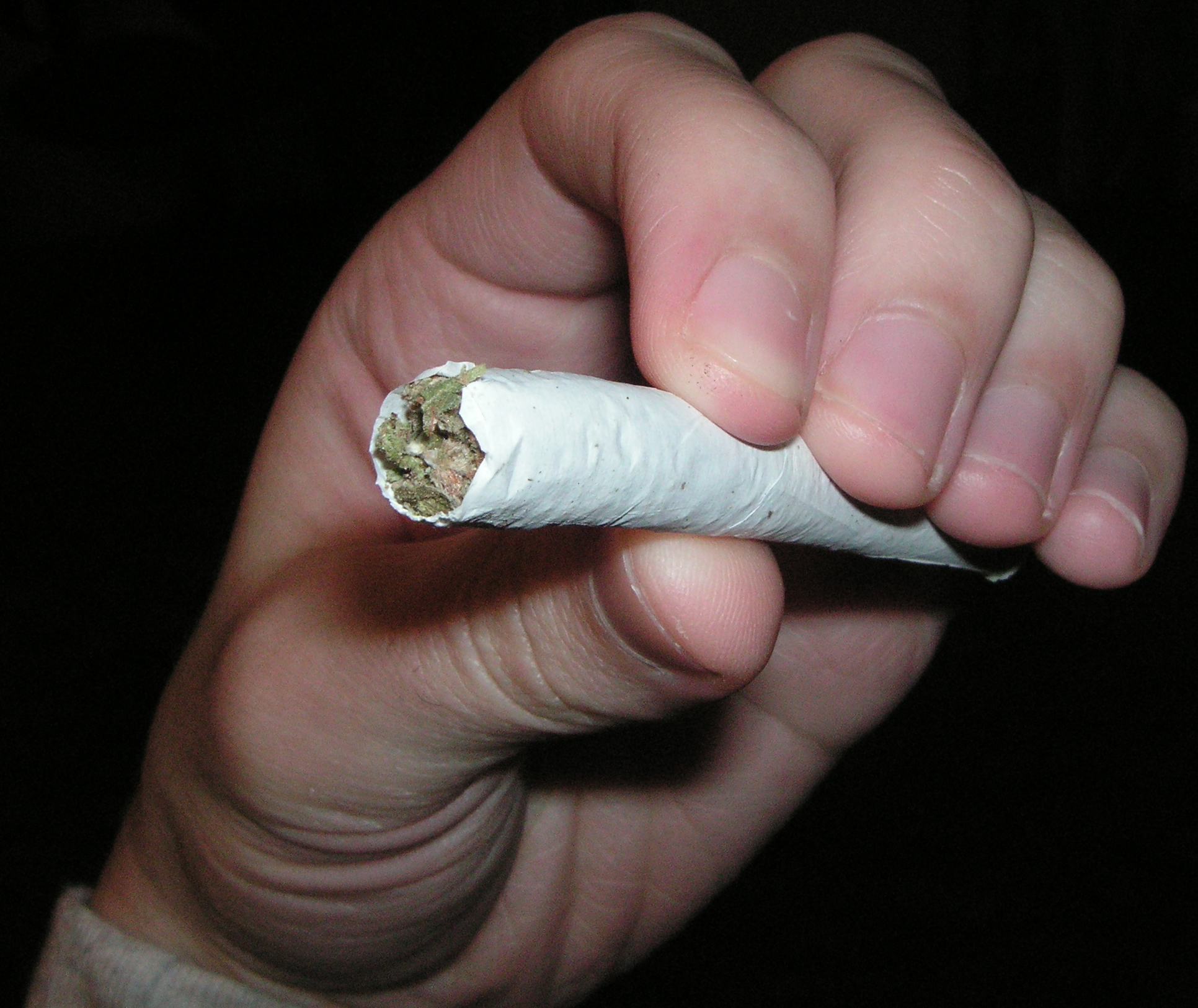
大麻のジョイントの例。

イギリスにおける大麻の分類（イギリスにおけるたいまのぶんるい、Cannabis classification in the United Kingdom）は、1971年薬物乱用法に定められる大麻の位置づけである。1928年から2004年の間および2009年以降、クラスB薬物として分類されている。2004年から2009年まではクラスCであった。

## 制定
19世紀のヴィクトリア朝時代のイギリスでは薬局などで自由に販売されたが、医薬品としたい製薬産業、競合を排除したい酒造産業の圧力と共に1928年に（改正）危険薬物法にて大麻の娯楽的な使用は禁止された。1961年の国際的な麻薬に関する単一条約ができても、イギリスではこれに反して大麻を医薬品として処方できるようにしたままとし、アメリカからの外圧が10年続き遂にイギリスの1971年薬物乱用法に含まれることとなり、医薬品としても禁止された。

## クラスCへの移動
2001年にトニー・ブレアの労働党政権の内務大臣、デビッド・ブランケットは、大麻の所持による逮捕の恐れを除くため、法律のクラスBからクラスCへと移動すべきだと公表した。しかしまだ供給に対する逮捕の可能性がある。当時の調査で、再分類には国民の過半数の支持があり、49%のイギリスの成人が大麻の非犯罪化を支持し、36%が反対しそして15%が不明だとわかった。供給に関するクラスCの刑罰が強化された後、移動はついに2004年1月に起きた。薬物乱用諮問委員会は、早くも1979年にそのような再分類を提言しており、見解は1999年のラシンマン・レポートに是認された。
修正点は、警察部隊が「ハード・ドラッグ」が絡んでいるなどの別の（さらに重大な）犯罪に要員を集結することを可能とするよう策定された。大麻のクラスCへの再分類は、初年度後に大麻所持のための逮捕を3分の1に減少させ、警察官が動員されていた推定199,000時間を省き期待通りの効果を生んだと政府は述べた。

## クラスBに戻る
2005年の総選挙中、クラスBからCへの大麻の再分類は新しい科学的な研究を踏まえて再検討されるだろうとブレアは公表し、そして決着は薬物乱用諮問委員会に委託された。
2006年1月の早くチャールズ・クラーク内務大臣は、諮問委員会からの助言に基づいて大麻をクラスBへと戻さないという決定がなされたと述べた。しかし、2007年7月18日の首相答弁で、ゴードン・ブラウン首相は、内務大臣のジャッキー・スミスが大麻をクラスBへ戻すかどうかをもう一度検討していることを公表した。2008年5月7日、スミスは諮問委員会の勧告にもかかわらず、イギリスで大麻がクラスB薬物として再び分類されるだろうということを確定した。2009年1月26日、大麻はクラスB薬物として再分類された。
クラスB薬物への大麻の再分類は、ゴードンブラウンの同盟によって早くも2005年に兆候があり、2005年の選挙の夜にエド・ボールズは大麻とイラクでの戦争は労働党が学ばなければならなかった過ちだったと表明した。デビッド・ナット（政府の主席科学顧問）の解任後、諮問委員会の5人のほかのメンバーが抗議し辞任した。

### 2012年、内務委員会の結果
2012年、内務特別委員会はイギリスの薬物政策に関する報告書を提示した。委員会は、元のクラスCに大麻の分類を下げることを提言するかどうかで意見が分かれた。次の文に含まれていることについて委員会で投票が開かれた：
我々はとどまっている、しかしながら、前任者の報告書で示された見解、すなわち大麻がクラスBからCへと再分類されるということ、ゆえに2008年に政府がとった決定を後悔する—The House of Commons, 2012
投票は3対3で引き分け、議長のキース・ヴァズ下院議員が報告書の文章を保つために投票したゆえに、分類を下げることが勧告される。